# Маріо Рубіо Васкес
Маріо Ламберто Рубіо Васкес (ісп. Mario Lamberto Rubio Vázquez, 28 листопада 1936) — футбольний арбітр з Мексики. Арбітр ФІФА у 1974—1986 роках

## Кар'єра
Працював на чемпіонаті світу 1982 року в Іспанії, де відсудив два матчі, в тому числі дербі між Бразилією та Аргентиною (3:1). Рубіо Васкес також судив два матчі на Олімпійських іграх 1980 року. Завершив суддівську кар'єру у 1986 році після тридцяти міжнародних матчів та приблизно 1500 матчів у своїй країні.

## Міжнародні матчі
| Дата       | Матч                     | Рахунок | Турнір            | ЖК | YK · YK · RK | RK |
| ---------- | ------------------------ | ------- | ----------------- | -- | ------------ | -- |
| 01-08-1976 | Іспанія — Панама         | 4 — 1   | Відбір на ЧС-1978 | ?  | ?            | ?  |
| 20-10-1976 | США — Канада             | 2 — 0   | Відбір на ЧС-1978 | 3  | 0            | 0  |
| 22-02-1977 | Мексика — Угорщина       | 1 — 1   | Товариський матч  | ?  | ?            | ?  |
| 21-07-1980 | Югославія — Фінляндія    | 2 — 0   | Олімпіада-1980    | 0  | 0            | 0  |
| 21-07-1980 | СРСР — Кувейт            | 2 — 1   | Олімпіада-1980    | 3  | 0            | 0  |
| 10.12.1980 | Коста-Рика — Сальвадор   | 0 — 0   | Відбір на ЧС-1982 | 4  | 0            | 1  |
| 21-03-1981 | Ірак — Саудівська Аравія | 0 — 1   | Відбір на ЧС-1982 | 6  | ?            | 1  |
| 22-06-1982 | Польща — Перу            | 5 — 1   | ЧС-1982           | 1  | 0            | 0  |
| 02-07-1982 | Бразилія — Аргентина     | 3 — 1   | ЧС-1982           | 3  | 0            | 1  |